# Witold Szwedkowski
Witold Szwedkowski (ur. 1976) – działacz społeczny i kulturalny, współtwórca i jeden z polskich liderów Miejskiej Partyzantki Ogrodniczej oraz poeta. Jego twórczość zawiera komponenty społeczne, literackie, artystyczne i ekologiczne. Od roku 2020 jest członkiem Stowarzyszenia Architektury Krajobrazu.

## Ekologia
Działania w zakresie ogrodnictwa partyzanckiego rozpoczął w roku 2005. W roku 2010 uruchomił Schronisko dla Niechcianych Roślin, społeczność zajmującą się organizacją adopcji roślin pokojowych. Działania zaczęły być dostrzegane przez media od roku 2013, zdobywając od tego czasu popularność oraz naśladowców.
Szwedkowski organizował zakładanie pierwszych w województwie śląskim ogrodów społecznych i popularyzuje wiedzę na ich temat oraz na temat dzikich roślin jadalnych.
W roku 2017 zorganizował Światowy Dzień Siania Dyni w Miejscach Publicznych. W roku 2018 termin wydarzenia ustalony został na 16 maja, a w propagowanie go i w sianie dyń zaangażowało się 900 osób. W roku 2019 włączenie się do imprezy zadeklarowały grupy ogrodników miejskich z Gandawy, Królewca i kilku miast amerykańskich oraz Park Śląski.
Do roku 2019 publikował na łamach Gazety Parkowej cykl poświęcony ogrodnikom miejskim. Od roku 2020 publikuje na łamach miesięcznika Zieleń Miejska, a od 2021 w miesięczniku Lider Biznesu - Magazyn Branży Ogrodniczej.

## Kultura

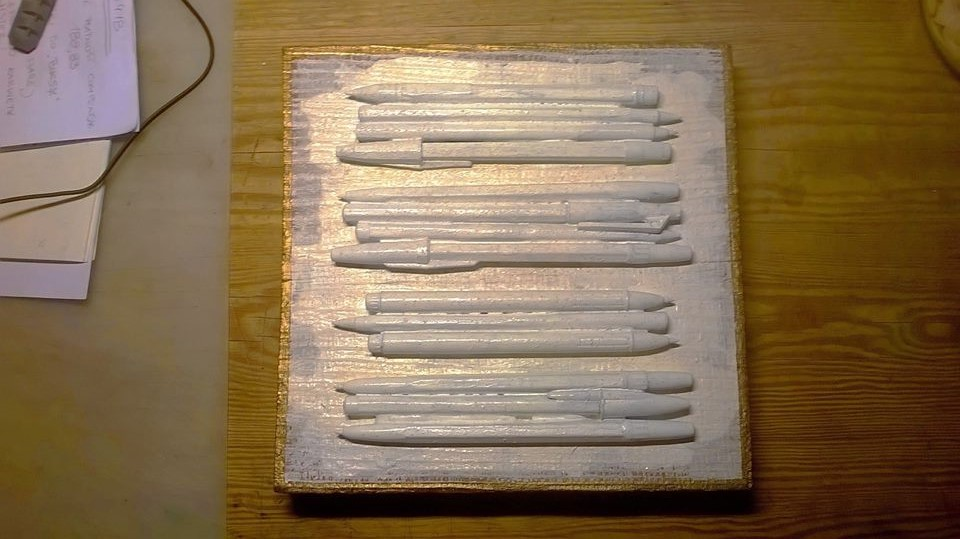
"Italian sonnet" Witold Szwedkowski (2018)

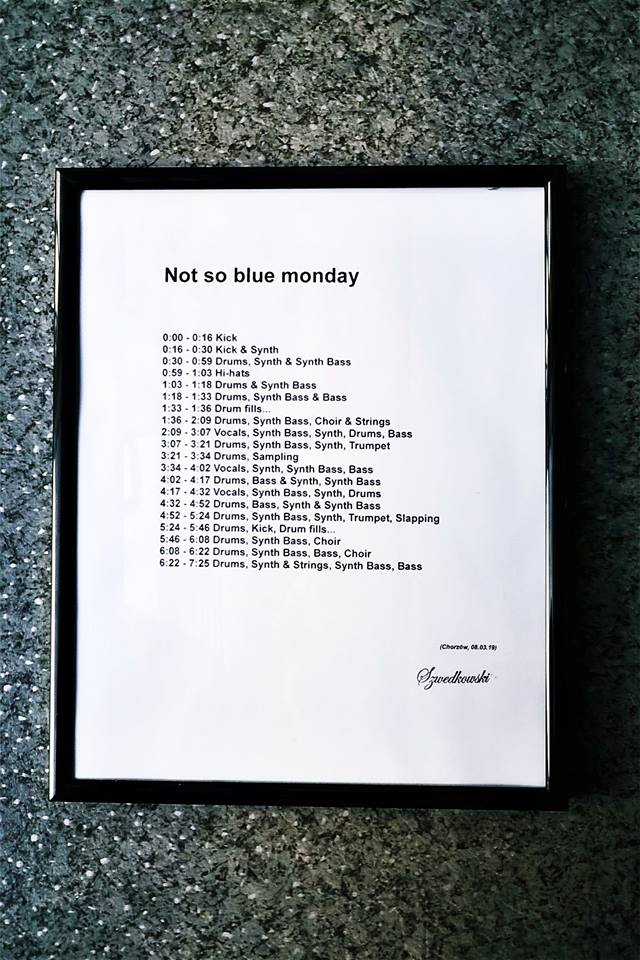
"Not so blue monday", Witold Szwedkowski (2019)

Witold Szwedkowski był jednym członków założycieli grupy poetyckiej Bellerofon, która działała w Łodzi latach 1998–2001. W roku 2017 był zwycięzcą konkursu Poetika. W roku 2019 był nominowany w XV Ogólnopolskim Konkursie Poetyckim im. Kazimierza Ratonia.
Tworzy poezję w nurcie neolingwistycznym, poezję konkretną i haptyczną. Publikuje na wystawach i w Internecie; w Polskim Serwisie Literackim i Wywrocie.
W roku 2008 był inicjatorem przeniesienia nieczynnej wieży wyciągowej kopalni ze Śląska do Łodzi. Pomysł zwrócił uwagę na walory dziedzictwa materialnego Górnego Śląska. W kolejnych latach zabezpieczone i poddane renowacji zostały wieże szybowe w Świętochłowicach, Siemianowicach Śląskich oraz Katowicach.
W 2016 wydał książkę pod tytułem Świadkowie historii (współautor: Sebastian Pypłacz). Książka zawiera mapę i przewodnik z opisem kilkudziesięciu obiektów z terenu centrum Chorzowa. Tytułowi „świadkowie historii” to przedmioty i detale architektoniczne o niegdyś określonym zastosowaniu. Dziś są zapomniane, nieużywane, a czasem, mimo dziewiętnastowiecznego pochodzenia usuwane z krajobrazu miejskiego. Zwykle z utratą podstawowej funkcji, do jakiej zostały zaprojektowane, tracą też wartość materialną, a nie posiadają statusu zabytku techniki. Pozostają jednak źródłem informacji o życiu przeszłych pokoleń. Przygotowaniu książki towarzyszyły spotkania i konsultacje z mieszkańcami.
Organizował zbiórkę pieniędzy dla Szymona Szymankiewicza, zdobywcy złotego medalu na 26 Biennale Plakatu Polskiego.
W lutym 2022 roku Szwedkowski wystąpił ze zbiórką podpisów pod petycją do Małopolskiego Wojewódzkiego Konserwatora Zabytków, opowiadając się za zachowaniem w charakterze świadka historii pnia największego drzewa na krakowskich Plantach, pomnika przyrody, który 18 lutego 2022 r. został przewrócony przez wichurę. Petycja spotkała się z zainteresowaniem ze strony krakowskich mediów, a podpisało się pod nią ponad trzysta osób zaangażowanych w ochronę dziedzictwa Krakowa.

## Wystawy i projekty artystyczne
- 2025 – Primary structures of bodies, konferencja, Akademickie Centrum Designu[50]
- 2025 – Wspólnoty zaprojektowane – między rzeczywistością a wizją, wystawa zbiorowa, Cracow Art Week, Galeria Podbrzezie we współpracy z Agnieszką Piksą i Barbarą Janczak[51]
- 2024 – Niebo w papiloty. Sztuka jako piąty żywioł, warsztaty, Centrum Sztuki Współczesnej Kronika (uczestnik)[52]
- 2024 – Centrum światów jest tutaj, wykład performatywny, Przemyśl (uczestnik)[53]
- 2023 – Czułe spacerowanie - kąpiel miejska, warsztaty, Krakowskie Biuro Festiwalowe (prowadzący)[54]
- 2023 – Laboratorium ogrodnictwa miejskiego, "PALIMPSEST Creative Dialogues", Horyzont Europa (uczestnik programu)[55]
- 2023 – Laboratorium szczęścia, warsztaty, Akademia Sztuk Pięknych w Katowicach (prowadzący)[56][57]
- 2022 – Cyfroteka V, poezja konkretna, Galeria OFF Piotrkowska, Łódź (uczestnik)[58]
- 2020 – PO-MO II mail art, Selçuk Üniversitesi, Güzel Sanatlar Fakültesi Konya, Turcja (uczestnik)[59]
- 2020 – Cyfroteka IV, poezja konkretna, Galeria OFF Piotrkowska, Łódź (uczestnik)[60]
- 2019 – Trudna miłość, malarstwo, galeria Minus1.artspace, Katowice (kurator)[61]
- 2017 – Żniwa, instalacja przestrzenna, Minus1.artspace, Katowice (uczestnik)[62]
- 2014 – Adbusting Situations, multimedia, Galeria Hyperion, Katowice (kurator)[63]

## Wyróżnienia
W roku 2017 uhonorowany został tytułem Lokalny Bohater 2017.
Za popularyzowanie wiedzy o ogrodnictwie miejskim wśród społeczności lokalnej oraz rewitalizację terenów poprzemysłowych w śląskich miastach nominowany był w plebiscycie Dziennika Zachodniego do tytułu Osobowość Roku 2018.